# Armistizio di Villafranca
L'armistizio di Villafranca, concluso da Napoleone III di Francia e Francesco Giuseppe I d'Austria l'11 luglio 1859, pose le premesse per la fine della seconda guerra d'indipendenza.
Fu la conseguenza di una decisione unilaterale della Francia che, in guerra a fianco del Regno di Sardegna contro l'Austria, aveva la necessità di concludere la pace per il pericolo che il conflitto si allargasse all'Europa centrale.
L'armistizio di Villafranca causò le dimissioni del presidente del Consiglio piemontese Cavour, che lo ritenne una violazione del trattato di alleanza sardo-francese. Quest'ultimo prevedeva infatti la cessione al Piemonte dell'intero Lombardo-Veneto, diversamente dai termini dell'armistizio che disposero la cessione della sola Lombardia (nella sua estensione attuale eccettuata Mantova).
L'armistizio di Villafranca, a cui anche il re di Sardegna Vittorio Emanuele II pose la firma il 12 luglio, fu ratificato dalla Pace di Zurigo del novembre 1859.

## Dall'alleanza sardo-francese a Villafranca
A partire dalla firma del trattato di alleanza difensiva fra Francia e Regno di Sardegna, il 26 gennaio 1859, il primo ministro piemontese Cavour iniziò i preparativi per la liberazione del nord Italia e l'inevitabile guerra all'Austria. Di fronte ai preparativi militari, le rimostranze austriache non tardarono ad arrivare ed il 24 aprile 1859 Cavour, dopo aver respinto l'ultimatum di Vienna che intimava al Regno di Sardegna di smobilitare l'esercito, ricevette la dichiarazione di guerra dall'Austria.
La Francia di Napoleone III onorò l'alleanza con il Regno di Sardegna, dando inizio alla seconda guerra d'indipendenza italiana. Durante il conflitto l'esercito sardo-francese ottenne due importanti vittorie: quella di Magenta (4 giugno 1859) e quella, sanguinosissima, di Solferino e San Martino (24 giugno 1859). L'armata austriaca sconfitta si ritirò ad est del fiume Mincio mentre a Parigi, contrariamente alle speranze di Cavour, Napoleone III iniziò a valutare la possibilità di un armistizio con Vienna. Importanti eventi di politica interna e internazionale stavano, infatti, pericolosamente maturando per la Francia.

### La situazione in Europa

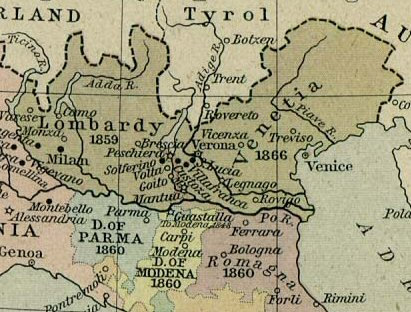
Il Lombardo-Veneto, regno vassallo dell'Austria, principale oggetto dell'armistizio di Villafranca.

I confini (in rosso) della Confederazione germanica. La Prussia in blu, l'Impero austriaco in giallo e il Lombardo-Veneto incluso nell'Impero austriaco ma al di fuori dei confini della confederazione.

Quasi isolato nel suo Paese per la decisione di allearsi al Regno di Sardegna e provocare una guerra in Italia, Napoleone III si trovò nel giugno del 1859 ad affrontare le conseguenze internazionali della sua decisione.
Dopo la battaglia di Magenta, il principe prussiano reggente Guglielmo si avvicinò alle posizioni del partito ostile alla Francia, che definiva la Prussia parte in causa in un conflitto in cui era coinvolta l'Austria, membro e guida della Confederazione germanica.
Con l'avvicinarsi dell'esercito sardo-francese al Mincio, la Prussia decise quindi, l'11 giugno 1859, la mobilitazione di sei corpi d'armata per la formazione di un esercito da schierare lungo il Reno, al confine con la Francia.
Successivamente, però, il 24, la Prussia ufficializzò la proposta di una mediazione a Gran Bretagna e Russia per esaminare con le due grandi potenze i mezzi con i quali ristabilire la pace in Europa. Quest'ultima iniziativa fu un tentativo del ministro degli Esteri prussiano Alexander von Schleinitz (1807-1885) di rimandare la decisione di una crisi con la Francia.
In Gran Bretagna la proposta prussiana di mediazione non fu accolta con particolare interesse: il nuovo primo ministro liberale Palmerston, benché più vicino alle posizioni francesi rispetto al predecessore Derby era ostacolato dai seguaci dei conservatori presenti nel governo e dalla Regina Vittoria, per cui il nuovo esecutivo poco si differenziò dal vecchio.
La proposta trovò invece diversa accoglienza a San Pietroburgo, dove l'ambasciatore Bismarck, il futuro Cancelliere, riferì a Berlino della favorevole disposizione russa a una mediazione comune. Nello stesso tempo lo zar Alessandro II decise che non avrebbe potuto spingersi oltre a favore della Francia. La Russia infatti non era in grado di proteggerla seriamente dalla Prussia, poiché già impegnata nel gravoso problema della servitù della gleba.

### La situazione in Francia
Di fronte alla mobilitazione prussiana, all'indifferenza britannica e al debole contegno russo, Napoleone III si trovava ad affrontare anche una crisi interna.
Fermamente contrari alla guerra si erano dimostrati in Francia il ministro degli Esteri Alessandro Walewski, gli ambienti moderati, quelli cattolici e quelli conservatori, l'imperatrice Eugenia e lo stesso ministro della Guerra Randon.
Walewski comunicò a Napoleone III l'avvertimento giuntogli indirettamente da San Pietroburgo, che se l'esercito sardo-francese avesse violato il territorio della Confederazione germanica (nel Trentino ad esempio), anche solo con i volontari di Garibaldi, la Prussia sarebbe entrata in guerra con gli altri stati tedeschi contro la Francia. La situazione minacciava dunque di sfuggire al controllo di Napoleone III.
Costui dovette, però, anche diffidare dell'ipotesi prussiana della mediazione di Prussia, Gran Bretagna e Russia, poiché la pace sarebbe apparsa come imposta dall'Europa alla Francia che al Congresso di Parigi del 1856 era, invece, apparsa l'arbitro del continente.
Risoluto quindi a percorrere la strada della pace, Napoleone III, senza aspettare l'esito di uno svogliato tentativo inglese di comunicare all'Austria le intenzioni della Francia, il 6 luglio 1859 inviò il generale Émile Félix Fleury (1815-1884) al quartier generale dell'imperatore d'Austria Francesco Giuseppe con la proposta di un armistizio.

## La tregua (6-8 luglio 1859)

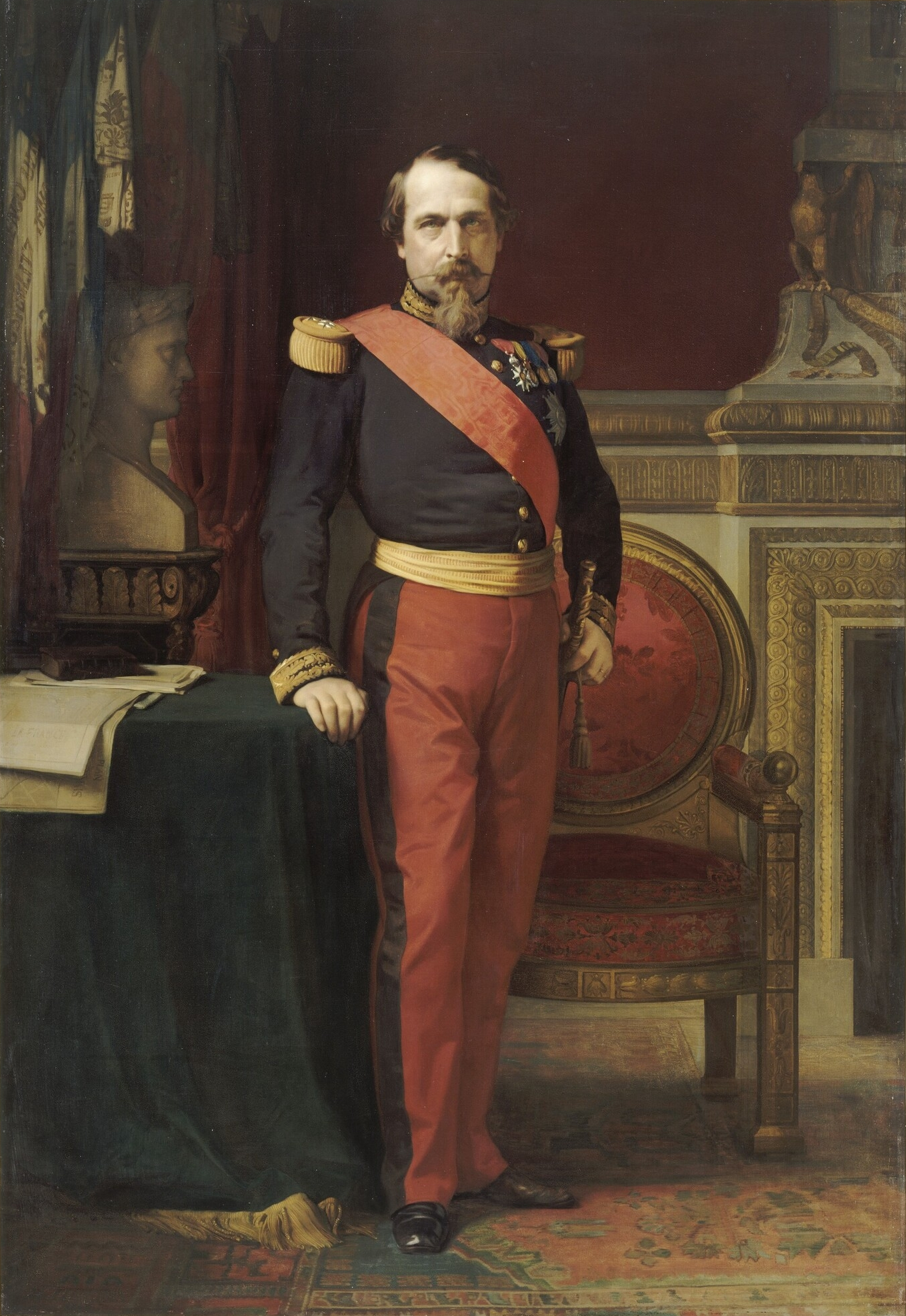
Napoleone III di Francia propose a Francesco Giuseppe l'armistizio.

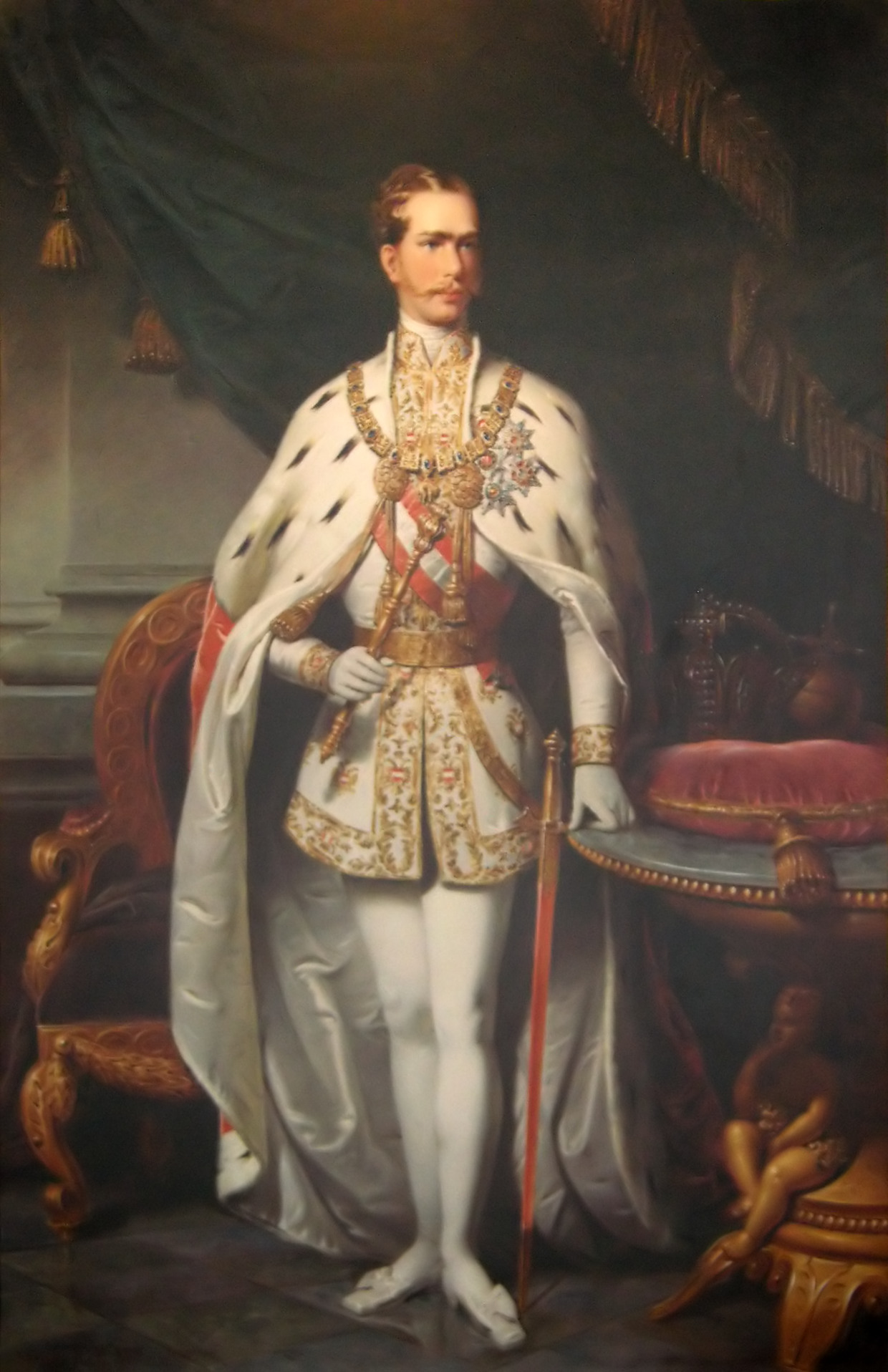
Francesco Giuseppe ritratto nell'anno di Villafranca, il 1859.

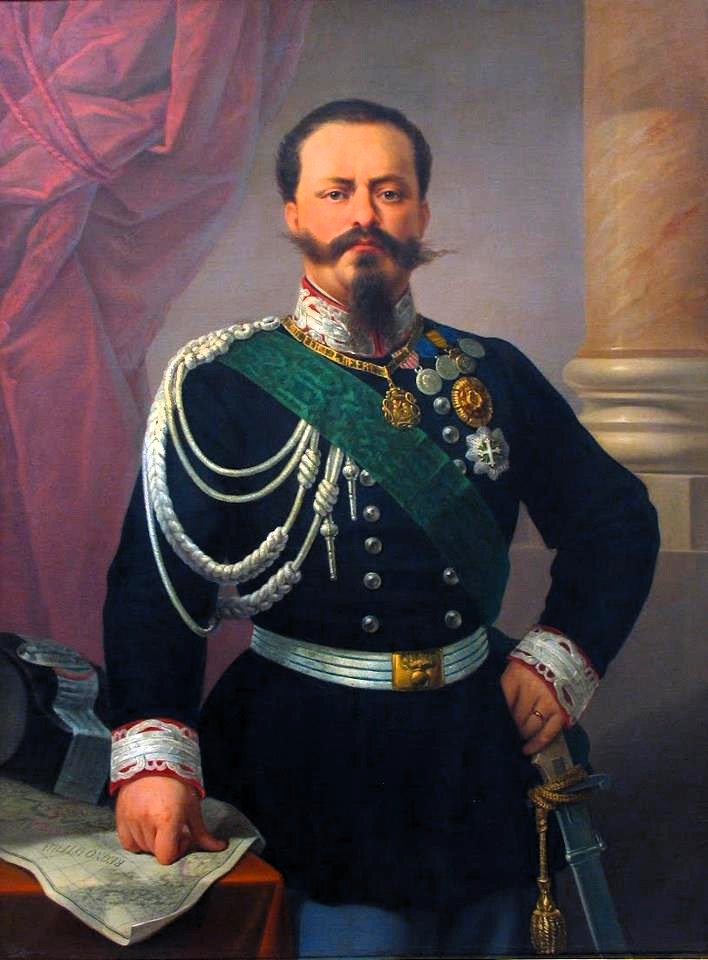
Vittorio Emanuele II. Quale re di Sardegna accettò, non senza perplessità, le condizioni d'armistizio imposte da Francia e Austria.

Partita al tramonto del 6 luglio 1859, da Valeggio, la carrozza con bandiera parlamentare del primo scudiero di Napoleone III, Fleury, incontrò gli avamposti nemici a due miglia da Verona. In questa città la carrozza francese giunse al quartier generale austriaco, scortata da un drappello di cavalleria asburgica, a notte fatta. Napoleone III domandava una tregua, la qual cosa meravigliò non poco il giovane monarca austriaco che, pur compiacendosene, chiese tempo per la risposta sino al giorno seguente.
La mattina di quello stesso 6 luglio, intanto, Napoleone III e il principe Napoleone avevano avuto un incontro con l'alleato Vittorio Emanuele II. Costui, informato della situazione in Europa che abbiamo visto, non si meravigliò della proposta di tregua francese; precisando però che se l'armistizio avesse anticipato la pace, questa doveva essere conforme agli impegni reciproci, e cioè al trattato di alleanza sardo-francese. Tale trattato prevedeva, se l'esito della guerra lo avesse permesso, l'impegno a costringere l'Austria a cedere tutto il Lombardo-Veneto al Regno di Sardegna.
Il 7, Francesco Giuseppe concesse la tregua d'armi e la mattina dell'8 luglio 1859 i commissari incaricati si riunirono a Villafranca, fra il quartier generale alleato (a Valeggio sul Mincio) e quello austriaco (a Verona). Furono incaricati: per la Francia il generale Jean Baptiste Philibert Vaillant, per il Regno di Sardegna il generale Enrico Morozzo Della Rocca e per l'Austria il generale Heinrich von Hess. Il convegno durò tre ore, durante le quali si trattò anche della carneficina della battaglia di Solferino. Al termine, si decise che la tregua d'armi sarebbe durata fino al 16 agosto.

## Dalla tregua all'armistizio (8-11 luglio)
In quello stesso 8 luglio 1859, Vittorio Emanuele II, temendo iniziative della Francia ai danni del Regno di Sardegna, si recò da Napoleone III affinché rivelasse le proposte che aveva in mente di avanzare all'Austria. L'imperatore francese rispose che aveva intenzione di riportare al più presto la pace in Europa ma anche che le condizioni di resa per l'Austria sarebbero state dure. Se Vienna non avesse accettato tali condizioni la guerra sarebbe ripresa. Nel frattempo, dichiarò di poter approntare 200.000 uomini per la riapertura delle ostilità, chiedendone altri 100.000 italiani. Vittorio Emanuele, pur non troppo contento per quella tregua, parve tranquillizzarsi.
Nel tardo pomeriggio dell'8 luglio ci fu un ulteriore colloquio fra Napoleone III e Vittorio Emanuele. L'imperatore francese prospettò al re di Sardegna l'avvio delle trattative per la pace avanzando la possibilità di chiedere all'Austria la sola Lombardia. Vittorio Emanuele acconsentì, allontanandosi decisamente dalle aspettative del suo presidente del Consiglio Cavour il quale, ricevuto un telegramma piuttosto tranquillizzante del re, forse per vederci chiaro, partì per il teatro delle operazioni arrivando a Desenzano la mattina del 10 luglio. Quello stesso giorno Cavour incontrò sia il Principe Napoleone che Napoleone III alle cui spiegazioni sulle condizioni d'armistizio, protestò vivamente, ma con Vittorio Emanuele il colloquio fu probabilmente ancora peggiore.
L'imperatore francese era però deciso a trattare la pace e, poiché Francesco Giuseppe non avrebbe mai accettato di negoziare direttamente con il re di Sardegna, lo stesso 10 luglio, espresse il desiderio di trattare personalmente e da solo con Francesco Giuseppe. In conformità di questo desiderio, nella notte si presero gli accordi necessari che determinarono, quali luogo e ora dell'incontro, Villafranca e le 9 di mattina dell'11 luglio.

## L'incontro tra Napoleone III e Francesco Giuseppe

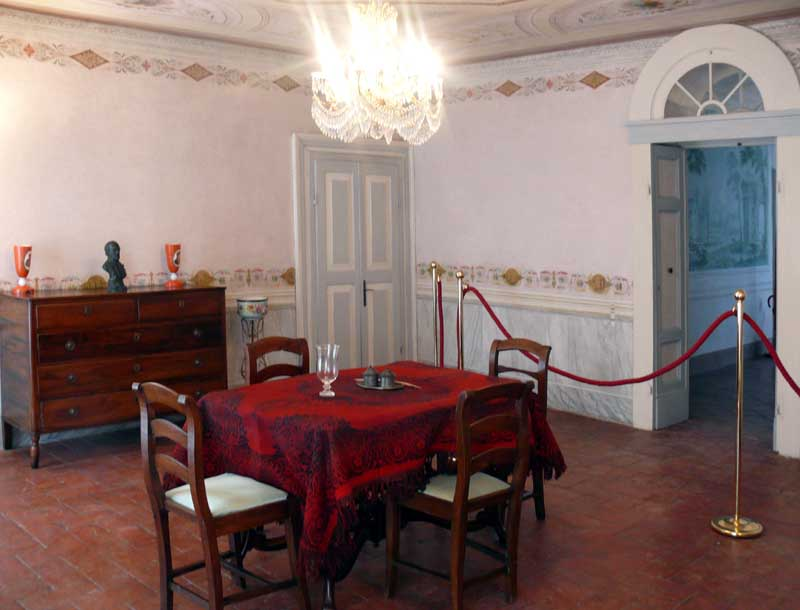
La sala del piano nobile di Palazzo Bottagisio, a Villafranca, dove avvenne il colloquio fra i due imperatori.

La mattina dell'11 luglio 1859, Napoleone III fu molto ossequioso nei confronti di Francesco Giuseppe. Giunto per primo all'appuntamento, si mosse per andare incontro all'imperatore austriaco, che fu raggiunto lungo il cammino. Entrambi a cavallo, percorsero la strada che rimaneva per raggiungere Villafranca.
L'incontro avvenne a palazzo Gandini Morelli Bugna, oggi Bottagisio, dove Napoleone III sorprese Francesco Giuseppe, presentandogli come britanniche delle condizioni che in realtà aveva egli stesso suggerito agli inglesi, dando perfino l'impressione che anche la Prussia fosse d'accordo. Tali proposte erano: il Veneto sarebbe rimasto all'Austria, che avrebbe ceduto la Lombardia conservando però le fortezze di Peschiera e Mantova. Francesco Giuseppe, di fronte a questa iniziativa, deluso per il mancato appoggio iniziale di Londra e Berlino durante la guerra, credette a Napoleone III e si dimostrò favorevole.
L'imperatore d'Austria acconsentì inoltre, come monarca del Veneto, a far parte della confederazione italiana proposta da Napoleone III, ma rifiutò ogni ulteriore concessione. Secondo i diari del Principe d'Assia, i due sovrani stabilirono anche che Cavour avrebbe dovuto essere allontanato dal governo piemontese, ritenendolo entrambi avversario della pace che si stava per concludere.
Il colloquio durò un'ora. Infine, i due imperatori uscirono all'aperto e passarono in rassegna la cavalleria francese e austriaca convenuta. Ricambiando la cortesia dell'arrivo, Francesco Giuseppe accompagnò Napoleone III per un tratto sulla strada di Valeggio. Quindi, in chiaro e visibile segno di pace, i due sovrani si strinsero la mano.

## Le trattative e le firme dell'armistizio
Mezz'ora dopo Napoleone III rientrò a Valeggio e subito mandò a chiamare il principe Napoleone per comunicargli il risultato del colloquio e inviarlo a Verona per mettere nero su bianco i preliminari dell'incontro di Villafranca. Quando il principe Napoleone arrivò, l'imperatore francese era a colloquio con Vittorio Emanuele II.
I due Bonaparte (Napoleone III e il principe Napoleone erano cugini) insistettero con il re di Sardegna per arrivare ad una decisione e l'imperatore francese dopo una mezz'ora di discussioni mise sulla carta i seguenti punti da proporre all'Austria: confederazione italiana sotto la presidenza onoraria del papa, cessione della Lombardia alla Francia che l'avrebbe a sua volta ceduta al Regno di Sardegna, Veneto all'Austria ma incluso nella confederazione italiana, rientro dei sovrani filoaustriaci a Modena e in Toscana con modalità pacifiche e con l'impegno a concedere una costituzione, riforme politiche nello Stato della Chiesa, e amministrazione separata delle Legazioni pontificie. Con queste proposte di base, il principe Napoleone partì per Verona.

### Le dimissioni di Cavour
Tali proposte furono poi comunicate da Vittorio Emanuele II a Cavour verso le 14 di quell'11 luglio. Il presidente del Consiglio, oltre a veder vanificate le speranze di liberare dagli Asburgo tutto il nord Italia, giudicò catastrofico per il prestigio nazionale l'ingresso del Regno di Sardegna nella futura confederazione a fianco dell'Austria. Una volta emerso tale grave dissenso fra lui e il re, Cavour, nel pomeriggio diede le dimissioni da capo del governo.

### La controproposta austriaca
A Verona, intanto, Francesco Giuseppe fece varie obiezioni al principe Napoleone e si decise a firmare un progetto di accordo, la stessa sera dell'11 luglio 1859, solo dopo aver fatto precisare che le fortezze di Peschiera e Mantova sarebbero rimaste all'Austria, che per il rientro dei sovrani amici a Firenze e Modena si poteva ricorrere alle armi e che per i due stati non ci sarebbe stata nessuna costituzione, né separazione amministrativa delle Legazioni pontificie.
Tornato da Verona il cugino, Napoleone III fu soddisfatto della controproposta e appose la sua firma. Per nulla persuaso, invece, apparve Vittorio Emanuele II che contestando la decisione di abbandonare le due fortezze a guardia della Lombardia, senza le quali la regione era indifendibile, si rifiutò di firmare. Quella notte il re di Sardegna tornò a Monzambano dal suo presidente del Consiglio dimissionario, Cavour, che era in attesa, “febbrile e molto eccitato”.

### La reazione di Cavour

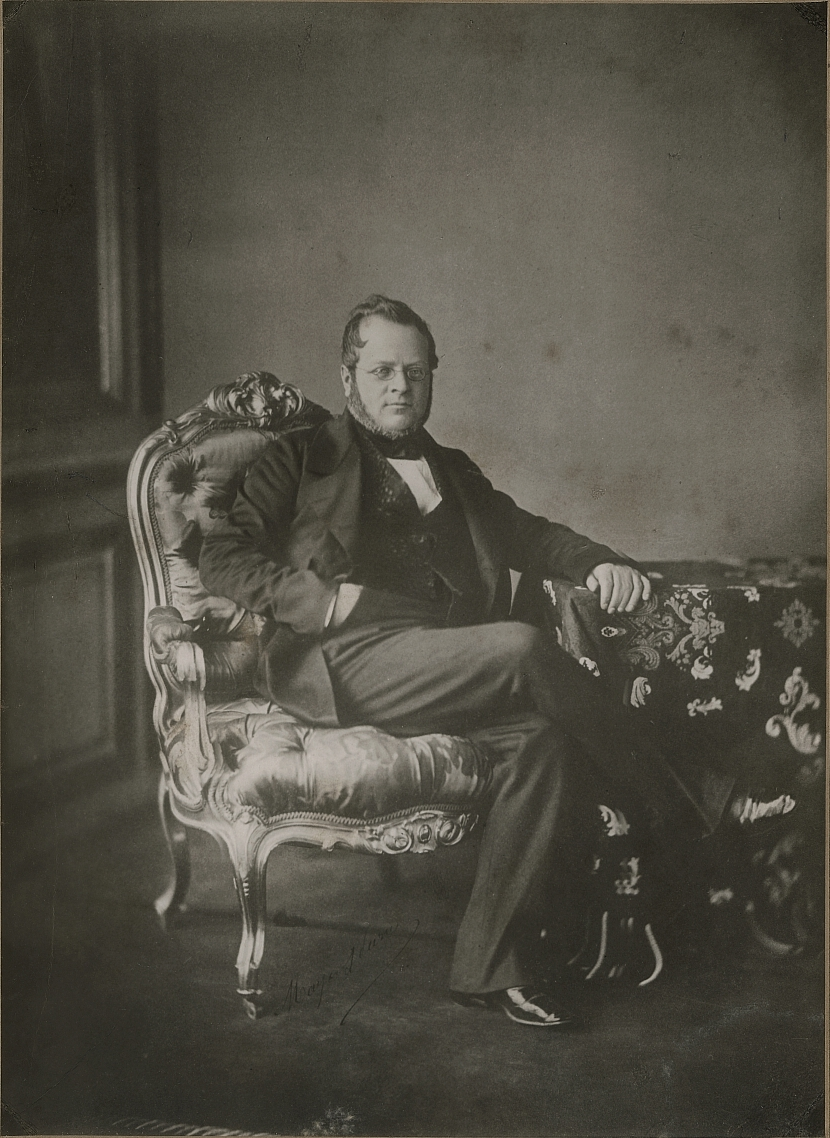
Cavour, in aperto contrasto con Vittorio Emanuele per gli accordi presi con la Francia, rassegnò le dimissioni.

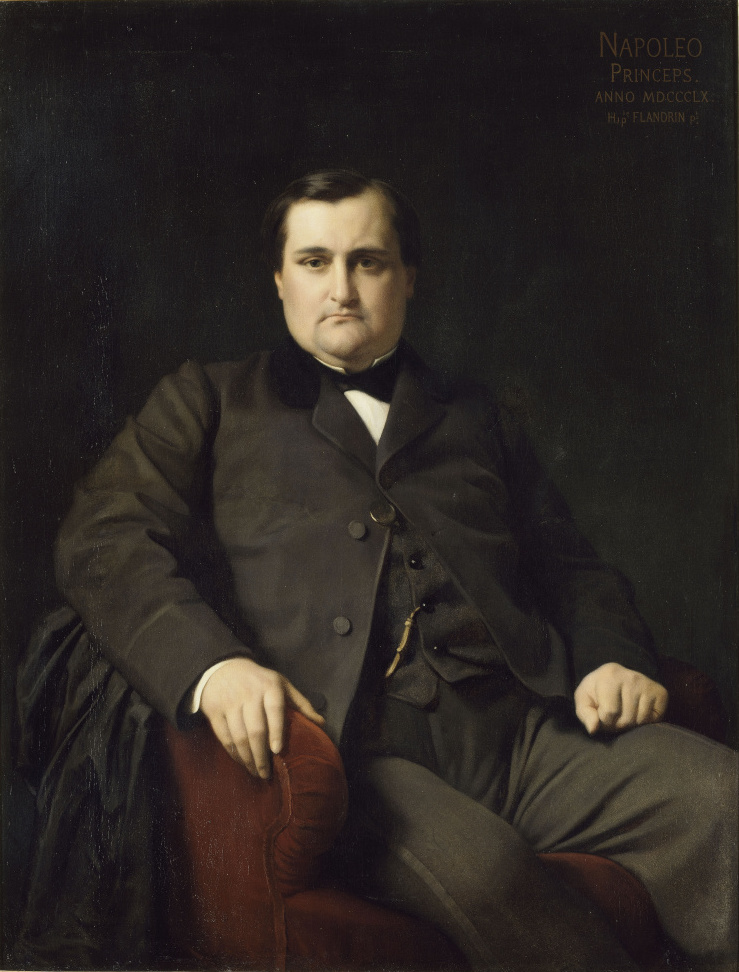
Il principe Napoleone, figura determinante nelle trattative fra Napoleone III (di cui era cugino) e Francesco Giuseppe.

Verso la mezzanotte dell'11 luglio 1859, Cavour era formalmente ancora in carica e Vittorio Emanuele II e il consigliere Costantino Nigra lo misero a conoscenza della controproposta austriaca che, come abbiamo visto, profilava un quadro ancora peggiore per il Regno di Sardegna. Cavour perse il dominio di sé parlando del tradimento di Napoleone III e invocando gli obblighi morali assunti dall'imperatore francese verso gli italiani e verso l'onore di casa Savoia. Invitò Vittorio Emanuele a lasciare il campo alle forze francesi e austriache che avrebbero risolto per conto loro la questione italiana e accusò il re e Rattazzi di intrighi ai suoi danni.
Durante il colloquio, secondo Isacco Artom, Cavour cambiò poi argomenti e, di fronte a quella che gli sembrava un'occasione unica di liberare gli italiani dall'oppressione, spronò il re a non piegare il capo di fronte ai nuovi patti, a non accontentarsi della Lombardia se l'Italia continuava a rimanere sotto l'influenza diretta o indiretta dell'Austria, ad ascoltare la voce del suo cuore e, addirittura, a ritentare la lotta con le sue sole forze.
La discussione si dilungò con toni molto accesi. Cavour mancò di rispetto al re sul piano personale, tanto che Vittorio Emanuele gli dovette ricordare che il sovrano era lui. Al che Cavour rispose che gli italiani invece conoscevano lui e che lui era il vero re, inducendo a questo punto Vittorio Emanuele a interrompere bruscamente il colloquio con la frase in piemontese, riferita da Costantino Nigra: “Nigra, ca lo mena a durmì” (“Nigra, lo mandi a dormire!”).
Cavour lasciò Monzambano la mattina dopo e già nella serata del 12 luglio era a Torino dove il Consiglio dei ministri, subito riunito, deliberò le dimissioni dell'intero governo.

### La firma di Vittorio Emanuele II
Di fronte alle due opzioni di guadagnare la Lombardia (benché senza piazzeforti) oppure continuare la guerra da solo, Vittorio Emanuele II scelse la prima. La mattina del 12 luglio anch'egli quindi pose la firma in calce all'armistizio che, a questo punto, divenne valido per la totalità delle forze in campo. Il re di Sardegna firmò tuttavia con la clausola, probabilmente suggeritagli da Napoleone III, "per tutto ciò che mi concerne". In questo modo non si impegnava riguardo al corso degli eventi che già si profilavano irreversibili al di fuori dei suoi confini: i ducati di Parma e Modena e il Granducato di Toscana si erano infatti dissolti e i governi locali si preparavano all'unione con il Piemonte.

## Le condizioni finali dell'armistizio
Le condizioni finali dell'armistizio furono le seguenti:
- I due sovrani (Napoleone III e Francesco Giuseppe) avrebbero favorito la creazione di una confederazione italiana presieduta dal papa.
- L'Austria cedeva alla Francia la Lombardia con eccezione delle fortezze di Mantova e Peschiera[26]. La Francia avrebbe trasferito la Lombardia al Regno di Sardegna.
- Il Veneto avrebbe fatto parte della costituenda confederazione italiana rimanendo possedimento dell'Austria.
- Il Granduca di Toscana e il Duca di Modena sarebbero rientrati nei loro Stati, concedendo un'amnistia generale[27].
- Napoleone III e Francesco Giuseppe avrebbero chiesto al papa di introdurre nello Stato Pontificio riforme sociali e politiche[28].

## Inattuabilità delle condizioni finali
Per non avere rispettato nello spirito l'alleanza Napoleone III rinunciò momentaneamente alle pretese territoriali su Savoia e Nizza, e richiese al Regno di Sardegna solamente una piccola parte delle spese di guerra sostenute per la campagna militare.
Approfittando del ritiro austriaco dall'Italia centrale, Cavour già dal maggio 1859 aveva preso tutte le misure per designare gli uomini da porre a capo delle regioni liberate. In Toscana designò Carlo Bon Compagni di Mombello, a Bologna, a Modena e a Parma fece giungere Massimo d'Azeglio, Luigi Carlo Farini e Diodato Pallieri. Costoro formarono immediatamente governi provvisori filopiemontesi. Dopodiché, nelle Legazioni pontificie anche Imola, Faenza, Forlì, Cesena, Rimini, Ferrara, Ravenna ed altre città minori si resero libere.
Tale situazione favorì i plebisciti per l'annessione al Regno di Sardegna che si tennero nel Ducato di Modena fra il 14 e il 21 agosto e nel Ducato di Parma l'11 e il 12 settembre 1859. In entrambi i casi i risultati furono favorevoli all'annessione.
Successivamente le Legazioni pontificie, i ducati e la Toscana furono riuniti in una «Lega dell'Italia centrale», nella quale fu mobilitata un'armata che avrebbe dovuto contare circa 25-30.000 uomini.
Questi sviluppi e la resistenza dei governi provvisori non consentirono di realizzare la clausola dell'armistizio di Villafranca che prevedeva la restaurazione delle vecchie istituzioni. Fu impossibile anche creare una confederazione di Stati italiani, né fu realizzabile attuare le auspicate riforme nello Stato Pontificio. Nonostante ciò, l'Armistizio di Villafranca fu formalizzato con la Pace di Zurigo del novembre 1859.
L'unica condizione rispettata fu il passaggio della Lombardia al Regno di Sardegna. Tale evento ebbe tuttavia un peso politico enorme: la cessione della Lombardia segnò la più grave disfatta che l'Austria avesse mai subito sulla questione italiana.

## Le conseguenze e i rapporti franco-piemontesi

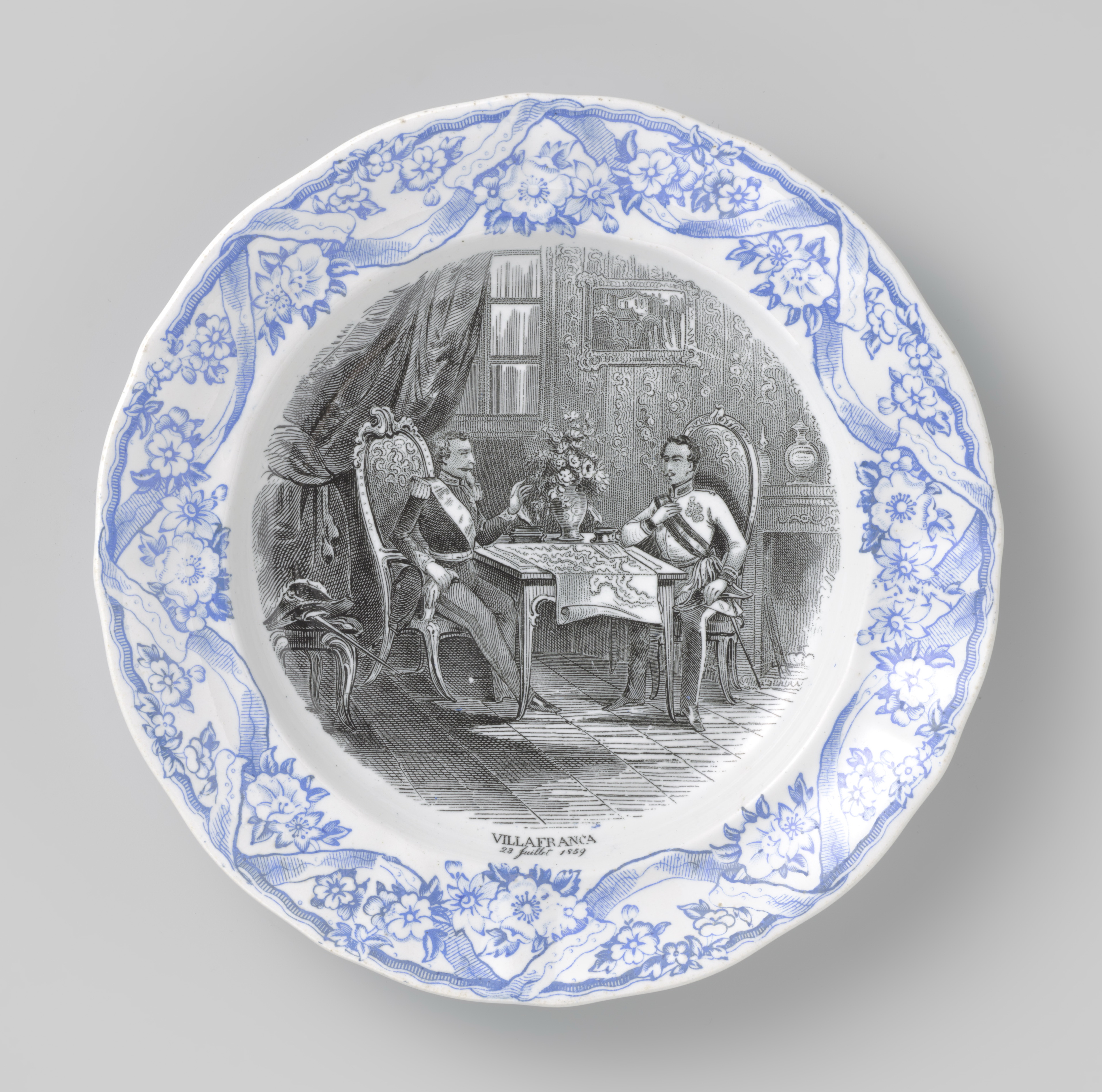
Piatto commemorativo (Rijksmuseum, Amsterdam)

All'indomani della Pace di Zurigo la Francia si trovò nell'ambiguo ruolo di potenza protettrice dello Stato Pontificio e principale alleata del Regno di Sardegna: un'ambiguità che permise a Napoleone III di mantenere una decisiva influenza sugli affari italiani fino alla fine del Secondo Impero.
Nell'immediato, si giunse tuttavia ad una fase di stallo, poiché i governi provvisori dell'Italia centrale si rifiutavano di restituire il potere ai vecchi regnanti, né il governo piemontese di La Marmora aveva il coraggio di proclamare le annessioni dei territori liberati. Il 22 dicembre 1859 Vittorio Emanuele II si rassegnò, così, a richiamare Cavour.
Il conte, rientrato alla presidenza del Consiglio dei Ministri il 21 gennaio 1860, si trovò di fronte ad una proposta francese di soluzione della questione dei territori liberati: annessione al Piemonte dei ducati di Parma e Modena, controllo sabaudo della Romagna pontificia, regno separato in Toscana sotto la guida di un esponente di Casa Savoia e cessione di Nizza e Savoia alla Francia. In caso di rifiuto della proposta il Piemonte avrebbe dovuto affrontare da solo la situazione di fronte all'Austria che non si vedeva riconosciute le condizioni finali dell'armistizio.
La cessione di Nizza e Savoia fu quindi il prezzo chiesto dalla Francia affinché il Piemonte si annettesse buona parte dell'Italia centrale.
Rispetto agli accordi dell'alleanza sardo-francese questa soluzione sostituiva per il Piemonte l'annessione del Veneto. Stabilita, di fatto, l'annessione di Parma, Modena e Romagna, Cavour, sfidando la Francia organizzò un plebiscito in Toscana (11-12 marzo 1860) con risultati che legittimarono l'annessione anche del Granducato al Regno di Sardegna.
Il governo francese reagì con grande irritazione, sollecitando immediatamente la cessione della Savoia e di Nizza, che avvenne con la firma del Trattato di Torino il 24 marzo 1860. In cambio di queste due province, quindi, il Regno di Sardegna acquisì oltre alla Lombardia, anche l'attuale Emilia-Romagna e la Toscana. Questo nuovo assetto territoriale avrebbe impedito all'Austria di compiere interventi militari diretti nei restanti territori pontifici e nel Regno delle Due Sicilie, a sostegno dei regnanti, in quanto il suo esercito avrebbe dovuto attraversare regioni ora parte del Regno di Sardegna.
A questo punto Vittorio Emanuele II e lo stesso Cavour si resero conto del grande vantaggio politico ottenuto con la sconfitta dell'Austria e ripresero nel 1860 con Garibaldi la guida al processo per l'unità d'Italia.